# Attentat de la foire internationale de Marseille
L'attentat de la foire internationale de Marseille survient le 30 septembre 1983 lorsqu'une bombe explose lors d'une foire internationale au Palais des Congrès (centre d'exposition) à Marseille, en France. Une personne est tuée et 25 autres blessées dans l'attaque, qui se produit près des tribunes américaine et algérienne.

## Responsabilité
De nombreux groupes revendiquent la responsabilité de l'attaque, dont le Groupe Charles-Martel, l'Armée secrète arménienne de libération de l'Arménie, les Fractions armées révolutionnaires libanaises et le Commando Delta,. Les vrais coupables n'ont jamais été identifiés.